# Chloroclystis excisa
Chloroclystis excisa là một loài bướm đêm trong họ Geometridae.